# 呼尔查
呼尔查（1954年—），男，蒙古族，内蒙古自治区科尔沁右翼前旗人，中华人民共和国政治人物、第十二届全国人民代表大会内蒙古地区代表。

## 生平
呼尔查毕业于内蒙古党校。1973年7月加入中国共产党。2007年，担任内蒙古自治区包头市市长。2008年起担任全国人大代表。2010年，当选内蒙古自治区人大常委会副主任。2013年，被选为全国人大代表。2012年4月呼尔查当选内蒙古自治区总工会主席。